# Borussia VfL 1900 Mönchengladbach
El Borussia Mönchengladbach, nom complet, Borussia Verein für Leibesübungen 1900 e.V., és un club de futbol alemany de la ciutat de Mönchengladbach, a Rin del Nord-Westfàlia.

## Història
Cap a la fi de 1899 un grup de joves dels distrícte d'Eicken començà a organitzar un club. Aquest va quedar formalment constituït l'1 d'agost del 1900. L'any 1919 s'uní al Turnverein Germania 1889 per formar el VfTuR 1889 Mönchengladbach. Dos anys més tard, els futbolistes decidiren separar-se de la part de gimnàstica del Germania i crearen el definitiu Borussia VfL 1900 e.V. Mönchengladbach . La seva època daurada la visqué als anys 70 sota la direcció de l'entrenador Hennes Weisweiler amb cinc campionats alemanys.
Disputa els seus partits al Borussia-Park, inaugurat el 2004 i amb capacitat per a 54.000 espectadors.

## Palmarès
- 5 Lliga alemanya de futbol: 1970, 1971, 1975, 1976, 1977.
- 3 Copa alemanya de futbol: 1960, 1973, 1995.
- 1 Supercopa alemanya de futbol: 1976 (No oficial)
- 2 Copa de la UEFA: 1975, 1979.
- 1 Trofeu Joan Gamper: 1972

## Jugadors

### Plantilla 2024-25
A 26 gener 2025 
| N. | Pos. | Nac. | Jugador                  |
| -- | ---- | --- | ------------------------ |
| 1  | POR  | [[Fitxer:Flag of Switzerland.svg\|23x16px\|border \|alt=Suïssa\|link=Selecció de futbol de Suïssa\|{{#if:\|]]                   | Jonas Omlin (capità)     |
| 2  | DEF  | [[Fitxer:Flag of Italy.svg\|23x15px\|border \|alt=Itàlia\|link=Selecció de futbol d'Itàlia\|{{#if:\|]]                          | Fabio Chiarodia          |
| 3  | DEF  | [[Fitxer:Flag of Japan.svg\|23x15px\|border \|alt=Japó\|link=Selecció de futbol del Japó\|{{#if:\|]]                            | Ko Itakura               |
| 5  | DEF  | [[Fitxer:Flag of Germany.svg\|23x15px\|border \|alt=Alemanya\|link=Selecció de futbol d'Alemanya\|{{#if:\|]]                    | Marvin Friedrich         |
| 7  | MIG  | [[Fitxer:Flag of Austria.svg\|23x15px\|border \|alt=Àustria\|link=Selecció de futbol d'Àustria\|{{#if:\|]]                      | Kevin Stöger             |
| 8  | MIG  | [[Fitxer:Flag of Germany.svg\|23x15px\|border \|alt=Alemanya\|link=Selecció de futbol d'Alemanya\|{{#if:\|]]                    | Julian Weigl (2n capità) |
| 9  | DAV  | [[Fitxer:Flag of France (1794–1815, 1830–1974).svg\|23x15px\|border \|alt=França\|link=Selecció de futbol de França\|{{#if:\|]] | Franck Honorat           |
| 10 | MIG  | [[Fitxer:Flag of Germany.svg\|23x15px\|border \|alt=Alemanya\|link=Selecció de futbol d'Alemanya\|{{#if:\|]]                    | Florian Neuhaus          |
| 11 | DAV  | [[Fitxer:Flag of Germany.svg\|23x15px\|border \|alt=Alemanya\|link=Selecció de futbol d'Alemanya\|{{#if:\|]]                    | Tim Kleindienst          |
| 13 | DAV  | [[Fitxer:Flag of Japan.svg\|23x15px\|border \|alt=Japó\|link=Selecció de futbol del Japó\|{{#if:\|]]                            | Shio Fukuda              |
| 14 | DAV  | [[Fitxer:Flag of France (1794–1815, 1830–1974).svg\|23x15px\|border \|alt=França\|link=Selecció de futbol de França\|{{#if:\|]] | Alassane Pléa            |
| 16 | MIG  | [[Fitxer:Flag of Germany.svg\|23x15px\|border \|alt=Alemanya\|link=Selecció de futbol d'Alemanya\|{{#if:\|]]                    | Philipp Sander           |
| 19 | DAV  | [[Fitxer:Flag of Cameroon.svg\|23x15px\|border \|alt=Camerun\|link=Selecció de futbol del Camerun\|{{#if:\|]]                   | Nathan Ngoumou           |
| 20 | DEF  | [[Fitxer:Flag of Germany.svg\|23x15px\|border \|alt=Alemanya\|link=Selecció de futbol d'Alemanya\|{{#if:\|]]                    | Luca Netz                |

| N. | Pos. | Nac. | Jugador                |
| -- | ---- | --- | ---------------------- |
| 21 | POR  | [[Fitxer:Flag of Germany.svg\|23x15px\|border \|alt=Alemanya\|link=Selecció de futbol d'Alemanya\|{{#if:\|]]                                | Tobias Sippel          |
| 22 | DEF  | [[Fitxer:Flag of Austria.svg\|23x15px\|border \|alt=Àustria\|link=Selecció de futbol d'Àustria\|{{#if:\|]]                                  | Stefan Lainer          |
| 25 | DAV  | [[Fitxer:Flag of Germany.svg\|23x15px\|border \|alt=Alemanya\|link=Selecció de futbol d'Alemanya\|{{#if:\|]]                                | Robin Hack             |
| 26 | DEF  | [[Fitxer:Flag of Germany.svg\|23x15px\|border \|alt=Alemanya\|link=Selecció de futbol d'Alemanya\|{{#if:\|]]                                | Lukas Ullrich          |
| 27 | MIG  | [[Fitxer:Flag of Germany.svg\|23x15px\|border \|alt=Alemanya\|link=Selecció de futbol d'Alemanya\|{{#if:\|]]                                | Rocco Reitz            |
| 29 | DEF  | [[Fitxer:Flag of the United States.svg\|23x15px\|border \|alt=Estats Units d'Amèrica\|link=Selecció de futbol dels Estats Units\|{{#if:\|]] | Joe Scally             |
| 30 | DEF  | [[Fitxer:Flag of Switzerland.svg\|23x16px\|border \|alt=Suïssa\|link=Selecció de futbol de Suïssa\|{{#if:\|]]                               | Nico Elvedi            |
| 31 | DAV  | [[Fitxer:Flag of the Czech Republic.svg\|23x15px\|border \|alt=República Txeca\|link=Selecció de futbol de la República Txeca\|{{#if:\|]]   | Tomáš Čvančara         |
| 33 | POR  | [[Fitxer:Flag of Germany.svg\|23x15px\|border \|alt=Alemanya\|link=Selecció de futbol d'Alemanya\|{{#if:\|]]                                | Moritz Nicolas         |
| 34 | DAV  | [[Fitxer:Flag of Germany.svg\|23x15px\|border \|alt=Alemanya\|link=Selecció de futbol d'Alemanya\|{{#if:\|]]                                | Charles Herrmann       |
| 38 | MIG  | [[Fitxer:Flag of Luxembourg.svg\|23x15px\|border \|alt=Luxemburg\|link=Selecció de futbol de Luxemburg\|{{#if:\|]]                          | Yvandro Borges Sanches |
| 39 | MIG  | [[Fitxer:Flag of Germany.svg\|23x15px\|border \|alt=Alemanya\|link=Selecció de futbol d'Alemanya\|{{#if:\|]]                                | Niklas Swider          |
| 42 | POR  | [[Fitxer:Flag of Luxembourg.svg\|23x15px\|border \|alt=Luxemburg\|link=Selecció de futbol de Luxemburg\|{{#if:\|]]                          | Tiago Pereira Cardoso  |

### Futbolistes històrics destacats
- Günter Netzer
- Jupp Heynckes
- Berti Vogts
- Allan Simonsen
- Albert Brülls
- Uli Stielike
- Lothar Matthäus
- Stefan Effenberg